# 슈가 (만화 잡지)
《슈가》(Sugar)는 서울문화사에서 2002년 5월 20일부터 2005년 5월 20일까지 3년간 발간되었던 대한민국의 월간 순정만화 잡지였다.

## 개요
《슈가》는 《윙크》(1993년 창간)와 《밍크》(1995년 창간)의 2개 잡지로 순정만화계열에서 우위를 점하고 있던 서울문화사가 독자연령층을 세분화하는 과정에서 창간한 잡지이다.
2005년 5월 폐간 당시 대한민국의 순정만화 잡지는 《윙크》, 《밍크》, 《슈가》(이상 서울문화사), 《이슈》(대원씨아이), 《파티》(학산문화사), 《허브》(도서출판 허브)의 6종이었다. 당시 만화 출판업계가 부진해지자 서울문화사는 《윙크》와 《밍크》를 존속시키고 《윙크》의 연령층과 겹치는 《슈가》를 웹진으로 전환하여 휴간하기로 결정하였다.
휴간 후 연재작들은 인터넷 《웹진 슈가》로 옮겨졌고, 《웹진 슈가》는 2007년 11월 폐간되었다.

## 같이 보기
- 윙크
- 밍크 (2010년 2월 폐간)
- 서울문화사